# Ämten (Regna socken, Östergötland)
Ämten är en sjö i Finspångs kommun i Östergötland och ingår i Nyköpingsåns huvudavrinningsområde.